# Station Witowo
Station Witowo is een spoorwegstation in de Poolse plaats Witowo.